# Sjeanne Cawdry
Sjeanne Cawdry (* 4. Oktober 1972) ist eine ehemalige südafrikanische Squashspielerin.

## Karriere
Sjeanne Cawdry begann im Alter von acht Jahren mit dem Squashsport. Nachdem sie größere Erfolge bei den Junioren erzielt hatte, begann sie im Alter von 18 Jahren den Sport ernsthafter zu verfolgen und wurde Profispielerin auf der WSA World Tour. Ihre höchste Platzierung in der Weltrangliste erreichte sie mit Rang 30. Mit der südafrikanischen Nationalmannschaft nahm sie 2000 und 2002 an der Weltmeisterschaft teil. Im Einzel stand sie lediglich 1993 im Hauptfeld der Weltmeisterschaft, als diese im heimischen Johannesburg ausgetragen wurde. Gegen Vicki Cardwell schied sie in der ersten Runde aus. Zudem gehörte sie 2003 zum südafrikanischen Aufgebot bei den Afrikaspielen und gewann mit der Mannschaft die Silbermedaille. Im Einzel schied sie im Viertelfinale gegen Engy Kheirallah aus. Dies war ihr letztes internationales Squashturnier.
Während einer Auszeit vom Squash absolvierte Cawdry ein Studium der Sportwissenschaften an der Rhodes-Universität, das sie mit Auszeichnung abschloss.

## Erfolge
- Afrikaspiele: 1 × Silber (Mannschaft 2003)